# Berlins parlament
 "Abgeordnetenhaus" omdirigeres hertil. For det tidligere andetkammmer i det Østrigske Kejserrige, se Abgeordnetenhaus (Østrig).
Berlins parlament (Abgeordnetenhaus) er delstatsparlamentet i bystaten Berlin. Det har sæde i Den preussiske landdag. Dets præsident er Walter Momper.
Parlamentet bliver valgt hvert femte år ved direkte valg. Det består af mindst 130 medlemmer. Af disse bliver 60 procent valgt i valgkredse og 40 procent over lister.
Delstatsparlamentet vælger den regerende borgmester og senatet.

## Sammensætning
Delstatsvalget i 2011 gav følgende fordeling af mandater:
- SPD 47 sæder (-6)
- CDU 39 sæder (+2)
- Bündnis 90/Die Grünen 29 sæder (+6)
- Die Linke 19 sæder (-4)
- PIRATEN 15 sæder (+15)

- Statue til ære for den preussiske statsmnd Freiherr vom Stein foran parlamentet
- Indgang til parlamentet
- Skilt ved indgangen
- Skilt ved indgangen
- Bygningens indre